# Caniggia libre
MTV Caniggia libre es un reality show argentino emitido por MTV Latinoamérica y Telefe, ambas cadenas propiedad de Viacom.
El programa sigue la vida de los mellizos Alexander y Charlotte Caniggia, los hijos del exfutbolista Claudio Caniggia y la mediática Mariana Nannis, en su vida de lujo y excesos, junto a sus amigos y personas cercanas.
Fue estrenada el lunes 18 de septiembre del 2017 a las 23hs en Latinoamérica por MTV, logrando una gran audiencia. Debido a esto, el canal Telefe - que forma parte de Viacom - decidió emitir el reality todos los domingos a la medianoche en Argentina. En noviembre de 2017, el reality fue renovado para una segunda temporada: el 24 de julio de 2018 se confirmó que contaría con 14 episodios y que incluiría grabaciones en Tailandia y su estreno fue en febrero de 2019. Este mismo año, se confirma una tercera temporada con 5 episodios, la cual fue emitida durante el mes de julio.

## Episodios
| Temporada | Temporada | Episodios | Latinoamérica            | Latinoamérica          |
| Temporada | Temporada | Episodios | Comienzo                 | Final                  |
| --------- | --------- | --------- | ------------------------ | ---------------------- |
|           | 1         | 12        | 18 de septiembre de 2017 | 4 de diciembre de 2017 |
|           | 2         | 14        | 4 de febrero de 2019     | 29 de abril de 2019    |
|           | 3         | 5         | 1 de julio de 2019       | 29 de julio de 2019    |

## Apariciones de famosos
- Aníbal Pachano
- Antonio Gasalla
- Bad Bunny
- Carmen Barbieri
- Claudio Paul Caniggia
- Detox Icunt
- Fátima Florez
- Florencia de la V
- Gino Renni
- J Balvin
- Jimena Barón
- Joaquín Berthold
- Luisa Albinoni
- Mariana Nannis
- Micaela Viciconte
- Naiara Awada
- Nazareno Móttola
- Nene Malo
- Santiago Artemis
- Susana Giménez
- Sol Pérez
- Pablo Granados
- Pachu Peña
- Pichu Straneo

## Premios y nominaciones
| Año  | Premio                | Categoría     | Candidato      | Resultado |
| ---- | --------------------- | ------------- | -------------- | --------- |
| 2017 | Premios Tato          | Mejor Reality | Caniggia libre | Nominado  |
| 2017 | Premios Martín Fierro | Mejor Reality | Caniggia libre | Nominado  |